# Nikkan Sports Film Award de la meilleure actrice
Le Nikkan Sports Film Award de la meilleure actrice est un prix cinématographique japonais remis depuis 1988 à la meilleure actrice de cinéma lors des Nikkan Sports Film Awards.

## Lauréates
| N° | Année | Actrice          | Film                                              |
| -- | ----- | ---------------- | ------------------------------------------------- |
| 1  | 1988  | Sayuri Yoshinaga | A Chaos of Flowers                                |
| 2  | 1989  | Yukiyo Toake     | Harasu no Ita Hibi Shaso                          |
| 3  | 1990  | Keiko Matsuzaka  | L'Aiguillon de la mort                            |
| 4  | 1991  | Sachiko Murase   | Rhapsodie en août                                 |
| 5  | 1992  | Yoshiko Mita     | Toki rakujitsu                                    |
| 6  | 1993  | Shima Iwashita   | Shin Gokudō no Tsumatachi Kakugo Shīya            |
| 7  | 1994  | Saki Takaoka     | Crest of Betrayal                                 |
| 8  | 1995  | Haruko Sugimura  | Le Testament du soir                              |
| 9  | 1996  | Ruriko Asaoka    | Tora-san to the Rescue                            |
| 10 | 1997  | Hitomi Kuroki    | A Lost Paradise                                   |
| 11 | 1998  | Shinobu Ōtake    | Gakko III                                         |
| 12 | 1999  | Sumiko Fuji      | The Geisha House                                  |
| 13 | 2000  | Sayuri Yoshinaga | Nagasaki Burabura Bushi                           |
| 14 | 2001  | Keiko Kishi      | Kāchan                                            |
| 15 | 2002  | Kyōka Suzuki     | Ryōma no Tsuma to Sono Otto to Aijin              |
| 16 | 2003  | Shinobu Terajima | Akame 48 Waterfalls                               |
| 17 | 2004  | Koyuki           | Warau Iemon                                       |
| 18 | 2005  | Kyōko Koizumi    | Hanging Garden                                    |
| 19 | 2006  | Yasuko Matsuyuki | Hula Girls                                        |
| 20 | 2007  | Yūko Takeuchi    | Side Car ni Inu                                   |
| 21 | 2008  | Haruka Ayase     | Ichi, la femme samouraï My Girlfriend Is a Cyborg |
| 22 | 2009  | Takako Matsu     | Villon's Wife (Viyon no Tsuma)                    |
| 23 | 2010  | Eri Fukatsu      | Villain                                           |
| 24 | 2011  | Aoi Miyazaki     | Tsure ga Utsu ni Narimashite Kamisama no Karute   |
| 25 | 2012  | Sayuri Yoshinaga | Kita no Kanariatachi                              |
| 26 | 2013  | Yōko Maki        | The Ravine of Goodbye                             |
| 27 | 2014  | Rie Miyazawa     | Pale Moon                                         |
| 28 | 2015  | Haruka Ayase     | Notre petite sœur                                 |
| 29 | 2016  | Rie Miyazawa     | Her Love Boils Bathwater                          |
| 30 | 2017  | Yū Aoi           | Birds Without Names Japanese Girls Never Die      |
| 31 | 2018  | Sakura Andō      | Une affaire de famille                            |
| 32 | 2019  | Mayu Matsuoka    | Listen to the Universe                            |